# Amtsgericht Groß-Salze
Das Amtsgericht Groß-Salze (auch Amtsgericht Groß Salze) war ein Gericht der ordentlichen Gerichtsbarkeit in Groß-Salze.

## Geschichte
Von 1849 bis 1879 bestand in Groß-Salze die Gerichtsdeputation Groß-Salze des Kreisgerichtes Calbe a.d. Saale im Sprengel des Appellationsgerichtes Magdeburg. Im Rahmen der Reichsjustizgesetze wurden 1879 reichsweit einheitlich Oberlandes-, Lans- und Amtsgerichte gebildet. Das königlich preußische Amtsgericht Groß-Salze wurde mit Wirkung zum 1. Oktober 1879 als eines von 18 Amtsgerichten im Bezirk des Landgerichtes Magdeburg im Bezirk des Oberlandesgerichtes Naumburg gebildet. Der Sitz des Gerichtes war die Stadt Groß-Salze. Sein Gerichtsbezirk umfasste aus dem Landkreis Calbe den Stadtbezirk Groß Salze, die Amtsbezirke Biere, Eggersdorf, Frohse, Gnadau und Alt-Salze. Am Gericht bestand 1880 eine Richterstelle. Das Amtsgericht war damit ein kleines Amtsgericht im Landgerichtsbezirk.
Mit dem Gesetz, betreffend die Aufhebung des Amtsgerichtes in Groß-Salze vom 27. Mai 1906 wurde das Amtsgericht Groß-Salze aufgehoben.